# 派翠克·麥克亨利
派翠克·麥克亨利（Patrick McHenry；1975年10月22日—）是美國共和黨籍政治人物，曾任美國眾議院議員，代表北卡罗来纳州第10選區，亦曾任美國眾議院臨時議長。

## 生平
2005年至2025年，他是北卡羅來納州第10選舉區選出的美國眾議院議員。他的黨籍是共和黨。在當選國會議員之前，他曾擔任北卡羅來納州眾議院議員。
麥克亨利在美國眾議院曾於2014至2019年擔任眾議院共和黨首席副黨鞭。2019年起擔任眾議院金融服務委員會副主席，其後於2023年起擔任主席。2023年10月3日，因時任眾議院議長麥卡錫遭罷免解職，而他是麥卡錫在任議長時秘密擬定的臨時議長名單第一順位而出任臨時議長一職，直到10月25日邁克·約翰遜當選議長為止。